# Nado sincronizado no Campeonato Europeu de Esportes Aquáticos de 2016 - Rotina livre dueto misto
A prova da rotina livre dueto misto do nado sincronizado no Campeonato Europeu de Esportes Aquáticos de 2016 ocorreu no dia 11 de maio em Londres, no Reino Unido. 

## Calendário
| Fase  | Data       | Hora  |
| ----- | ---------- | ----- |
| Final | 11 de maio | 18:30 |

Todos os horários estão no horário local (UTC+0)

## Medalhistas
| Ouro                                           | Prata                                            | Bronze                               |
| Rússia · Aleksandr Maltsev · Mikhaela Kalancha | Itália · Giorgio Minisini · Mariangela Perrupato | Espanha · Pau Ribes · Berta Ferreras |

## Resultados
Esses foram os resultados da competição.
| Pos.              | Nadadores                             | Nacionalidade |         |
| Pos.              | Nadadores                             | Nacionalidade | Pontos  |
| ----------------- | ------------------------------------- | ------------- | ------- |
| Medalha de ouro   | Aleksandr Maltsev Mikhaela Kalancha   | Rússia        | 90.4667 |
| Medalha de prata  | Giorgio Minisini Mariangela Perrupato | Itália        | 87.4667 |
| Medalha de bronze | Pau Ribes Berta Ferreras              | Espanha       | 86.5667 |
| 4                 | Chloé Kautzmann Benoît Beaufils       | França        | 85.2667 |
| 5                 | Kateryna Reznik Anton Timofeyev       | Ucrânia       | 83.8667 |